# Cymodusa nicolei
Cymodusa nicolei là một loài tò vò trong họ Ichneumonidae.